# Destinée Ermela Doukaga
Destinée Ermela Doukaga (1984), es una escritora y política congoleña.

## Carrera política
Originaria del departamento de Niari, Destiny Ermela Doukaga, es una piloto formada en Bélgica, después de graduarse en ingeniería mecánica en la Universidad Marien Ngouabi de Brazzaville.
Presidenta del Frente Patriótico (PF), es Ministra de Juventud y Educación Cívica de la República del Congo desde abril de 2016.

## Obra
Poseedora de una licenciatura científica, Destinée Doukaga es una escritora que ha publicado tres libros en Francia.
- Mon labyrinthe. Éditions Édilivre, 2014.
- Héros dans mes veines. Éditions Édilivre, 2014.
- Chants du cœur. L'Harmattan, 2016.

## Portales
- Portal:Ciencia política. Contenido relacionado con Ciencia política.
- Portal:República del Congo. Contenido relacionado con República del Congo.